# Charles Meldrum Daniels
Charles Meldrum Daniels (21 de març, 1885 a Dayton, Ohio – 9 d'agost, 1973 a Carmel Valley, Califòrnia) fou un nedador estatunidenc.
Va guanyar un total de 5 medalles d'or olímpiques durant la seva carrera entre el 1904 i el 1908 i 8 en total amb una plata i dos bronzes més.
Fou el primer gran nedador americà. Modificà l'especialitat del crol australià creant el que en aquells moments s'anomenà crol americà. Guanyà 31 campionats de l'Amateur Athletic Union i establí diversos rècords del món en distàncies entre les 25 iardes i la milla. Fou membre del New York Athletic Club.